# 家庭における実際的看護の秘訣
家庭における実際的看護の秘訣（家庭に於ける實際的看護の祕訣、かていにおけるじっさいてきかんごのひけつ）は、築田多吉によって出版された本。

## 概要
1925年、海軍の衛生兵だった築田多吉によって出版される。自身の経験から病気の知識を深め、日本中の民間療法から良いと結論を下したものをまとめた。
研数広文館から出版されていた。
2001年時点で1617版、1000万部を超える。
2001年、山崎光夫によって家庭における実際的看護の秘訣の内容の新書が文春新書で出版された。
この書籍の通称を商標とすることで訴訟が行われたことがある。